# Pierlala

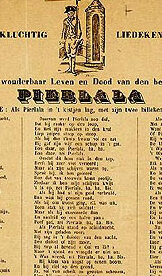
Het volksliedje, 19e eeuw

Pierlala of Pierke Pierlala is een Vlaams folkloristisch figuur, vooral bekend uit het gelijknamige Nederlandstalige volksliedje. Het is een schelmenfiguur die graag feest en streken uithaalt met de mensen. Hij wordt vooral met Gent en Ursel in Oost-Vlaanderen geassocieerd.
Pierlala is qua personage vergelijkbaar met Tijl Uilenspiegel. Ook hij haalt graag streken uit met de mensen. Pierlala’s bekendste daad is het herrijzen uit zijn doodskist. Meestal leverde hij hierna, naargelang de plek of het moment waarop men het lied zong, commentaar op de aanwezigen of de actualiteit.
In het poppenkastspel is hij de dood zelf.
Het Woordenboek der Nederlandsche Taal (WNT) stelt dat “Pierlala” een samentrekking is van de naam “Pier” en het Franse “la la”, omdat het lied veel Franse uitspraken laat horen (“sa bon, zei Pierlala, ha ha, sa bon, zei Pierlala”). “Pierlala” kan ook gebruikt worden om een “amusant” of “wonderlijk” iemand aan te duiden of als speelse naam voor de dood of de duivel.

## Geschiedenis en oorsprong
Volgens de legende zwierf Pierlala vaak door Noord-Frankrijk, het huidige België en Nederland als liedjeszanger of marskramer, al keerde hij steeds weer terug naar zijn geboortedorp. De oudste vermelding van een Pierlala-achtige figuur wordt gesuggereerd in Stade, Duitsland, waar werklieden in de 14de eeuw in opdracht van de abdijen werkten om de heidegronden te ontginnen. Men vierde toen voor 1500 al ene “Beurlala”, “Bierlala” en/of “Petermaenchen”, waarvan net als de Gentse en Urselse Pierlala een houten figuurtje bestaat, dat dezelfde kledij en pijp in de hand heeft. De figuur behoort echter toe aan de folklore van Stade, want in de rest van Duitsland is hij onbekend. Sommigen denken dat er een connectie bestaat tussen Vlamingen die vanwege de godsdienstvervolgingen in de 16de eeuw naar Stade gevlucht zijn en de Pierlala-figuur gewoon hebben meegenomen.
De legende ontstond tijdens de 17de eeuw en kent vele versies. In alle verhalen en liedjes komt echter de scène voor waarin de snaakse, magere Pierlala begraven wordt en weer uit de kist springt. De eerste geschreven vermelding valt te lezen in een Noord-Nederlands liedboekje uit 1675, al kan het lied zelf al veel ouder zijn.
In de 18de eeuw wordt het lied ook populair in de Zuidelijke Nederlanden, waar zowel het Oost-Vlaamse dorpje Ursel als de stad Gent zichzelf de “geboorteparochie” van Pierlala noemen.

## Het verhaal van Pierlala

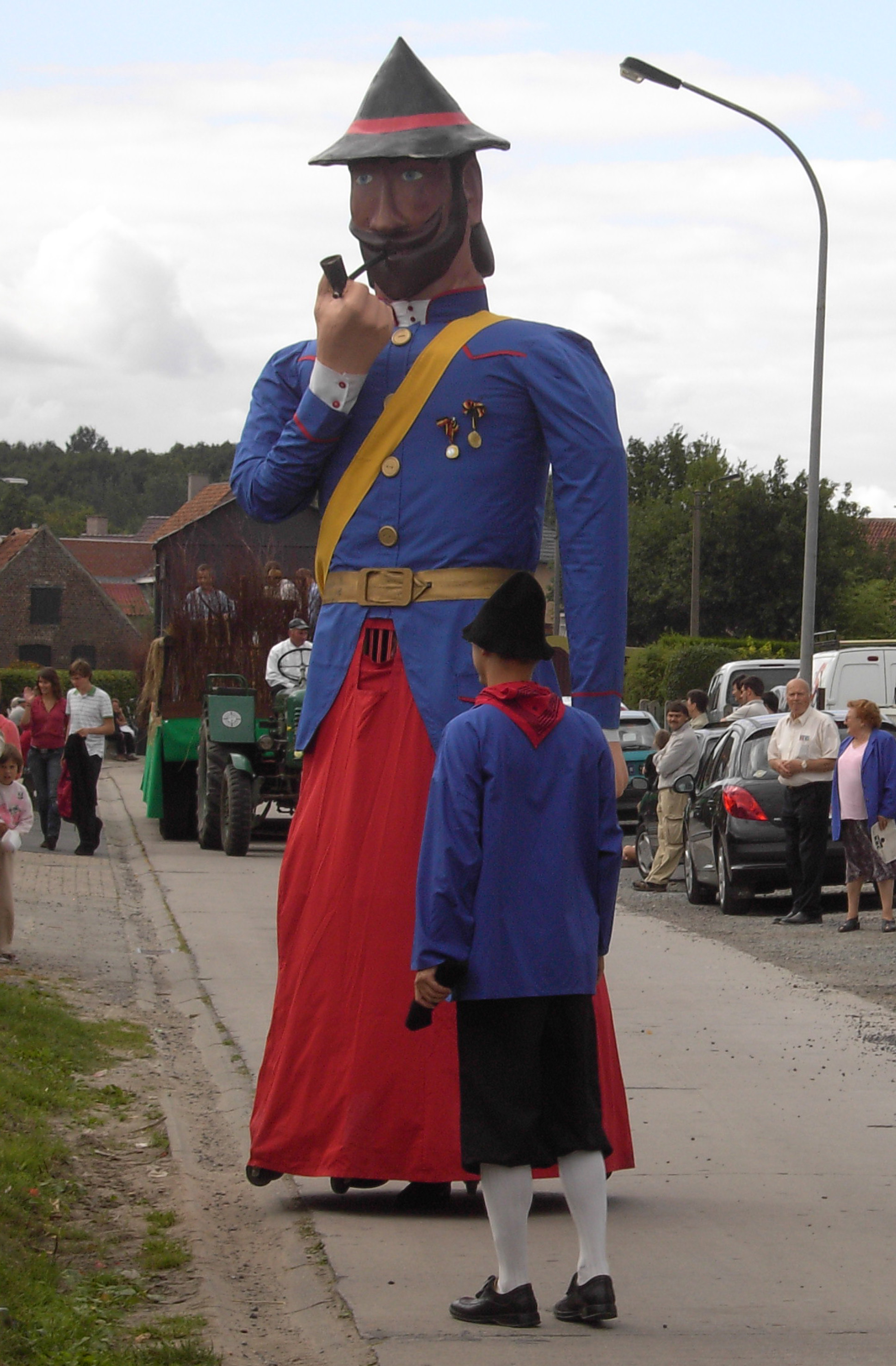
Pierlala-stoet met stadsreuzen in Ursel

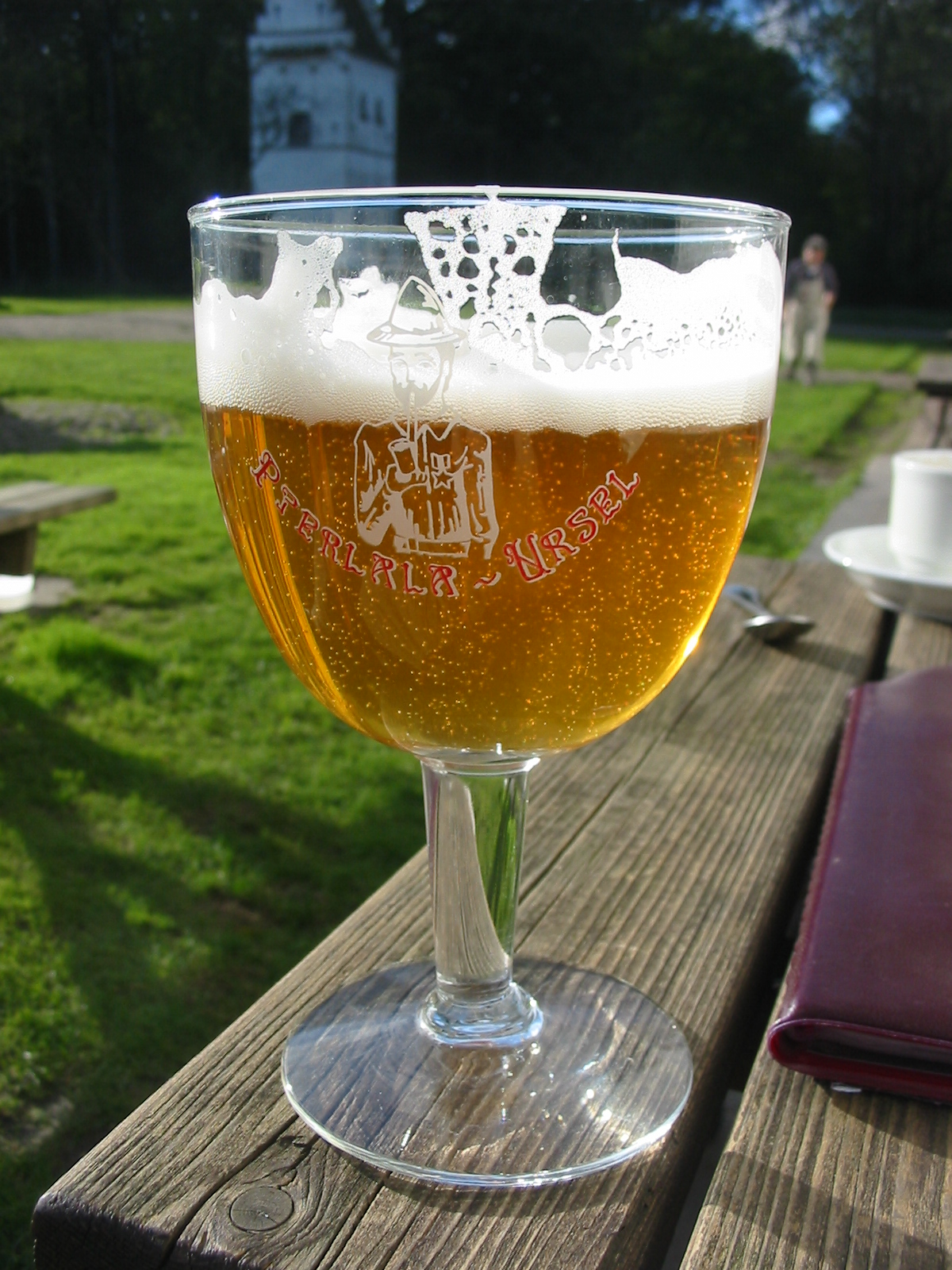
Pierlalabier

Het 24 strofes tellende lied vertelt hoe Pierlala, “een drollig ventje” met de erfenis van zijn vader gaat feesten. Hij eet en drinkt zich vol met zijn vrienden en als hij dronken thuis komt schopt hij zijn vrouw tegen haar achterste (“Als hij dan thuis kwam vol en zat, hij gaf zijn wijf een schop in ’t gat.”). Telkens wanneer zijn geld op is gaan hij en zijn vrienden voortijdig de deur uit. Hij is getrouwd met een meisje dat echter wil dat hij haar betaalt. Na de bruiloft wordt Pierlala geconfronteerd met de schuldeisers die voor zijn deur staan. Hij wordt soldaat om extra geld te hebben. Tijdens zijn dienst schrikt hij echter van een spook en duikt vervolgens weer de kroeg in. Zijn moeder is inmiddels gestorven en met deze nieuwe inkomst besluit hij via een list aan zijn legerdienst te ontsnappen. Hij doet alsof hij hartklachten heeft en maakt zijn testament op. Vervolgens doet hij alsof hij sterft en wordt vervolgens gekist “met zijn twee billekens bloot.”
Nadat zijn vrienden het kerkhof hebben verlaten schopt Pierlala het deksel van de kist weg en springt eruit. Eenmaal thuis treft hij iedereen die op zijn begrafenis aanwezig was aan, terwijl ze ruzie maken over de erfenis. Pierlala smijt ze allemaal zijn woning uit, betert zijn leven en leeft nog lang en gelukkig, terwijl hij de levensgenieter blijft die hij altijd geweest is.
Naargelang de periode of omstandigheden waarin men het lied zingt, levert Pierlala nadat hij uit de kist is gesprongen commentaar op de luisteraars, de politiek van het moment of bij feesten over de gasten.

## Pierlala in Ursel
In Ursel houdt men elke tweede zondag van september de jaarlijkse Pierlalastoet. De wagens die meerijden in de stoet vertellen elk een episode uit zijn leven. Elk jaar ligt de nadruk op een andere kant van Pierlala's leven. Honderden figuranten, muziekkorpsen en folkloregroepen uit de omliggende gemeenten nemen hieraan deel. Er wordt dan ook Pierlalabier en "Pierstolets" (pistolets) verkocht. Volgens de Urselnaren werd Pierlala geboren op de Katerhoek (op de hoek van de Pierlalawegel en de IJzeren Hand). In het dorp staat er ook een standbeeldje van Pierlala met de inscriptie: “Ik ben thuis zei Pierlala sa sa.”

## Pierlala in Gent
In 1821 werd in Gent in 19 strofen een politieke versie van het lied geschreven, waarin de geschiedenis van Gent uit de doeken wordt gedaan. Vooral de Franse bezetting (eind 18de eeuw- begin 19de eeuw) en de strijd tegen Napoleon met Russische en Duitse hulp krijgt veel aandacht. Pierlala sluit hierbij af met een pleidooi voor vrede en arbeid binnen het Verenigd Koninkrijk der Nederlanden. (“De Nijverheid is ’t staets-gewin”). In Gent heet de figuur “Pierke Pierlala”, al heeft hij wel een ander kostuum. Gent verklaart zijn kritische ingesteldheid en humor aan de man te danken te hebben.
Tegenwoordig kennen we Pierke Pierlala als een personage waar Luk De Bruyker zijn stem en gezicht aan verleent. Samen met Freek Neirynck richtte hij in 1983 ’t Spelleke van Drei Kluite op. Met dit initiatief gaven ze jaarlijks voorstellingen, o.a. tijdens de Gentse feesten. Pierke Pierlala geeft dan een politiek satirische monoloog voor volwassenen.
Pierke Pierlala dient niet verward te worden met "Pierke van Gent" of het "Gentse Pierke", de ondeugende held en vriend van jong en oud uit het Gentse stangpoppentheater. Hoewel Pierke Pierlala en "Pierke van Gent" uiterlijk wel gelijkenissen vertonen, vormen ze inhoudelijk een wereld van verschil.

## Pierlala in het poppenkastspel

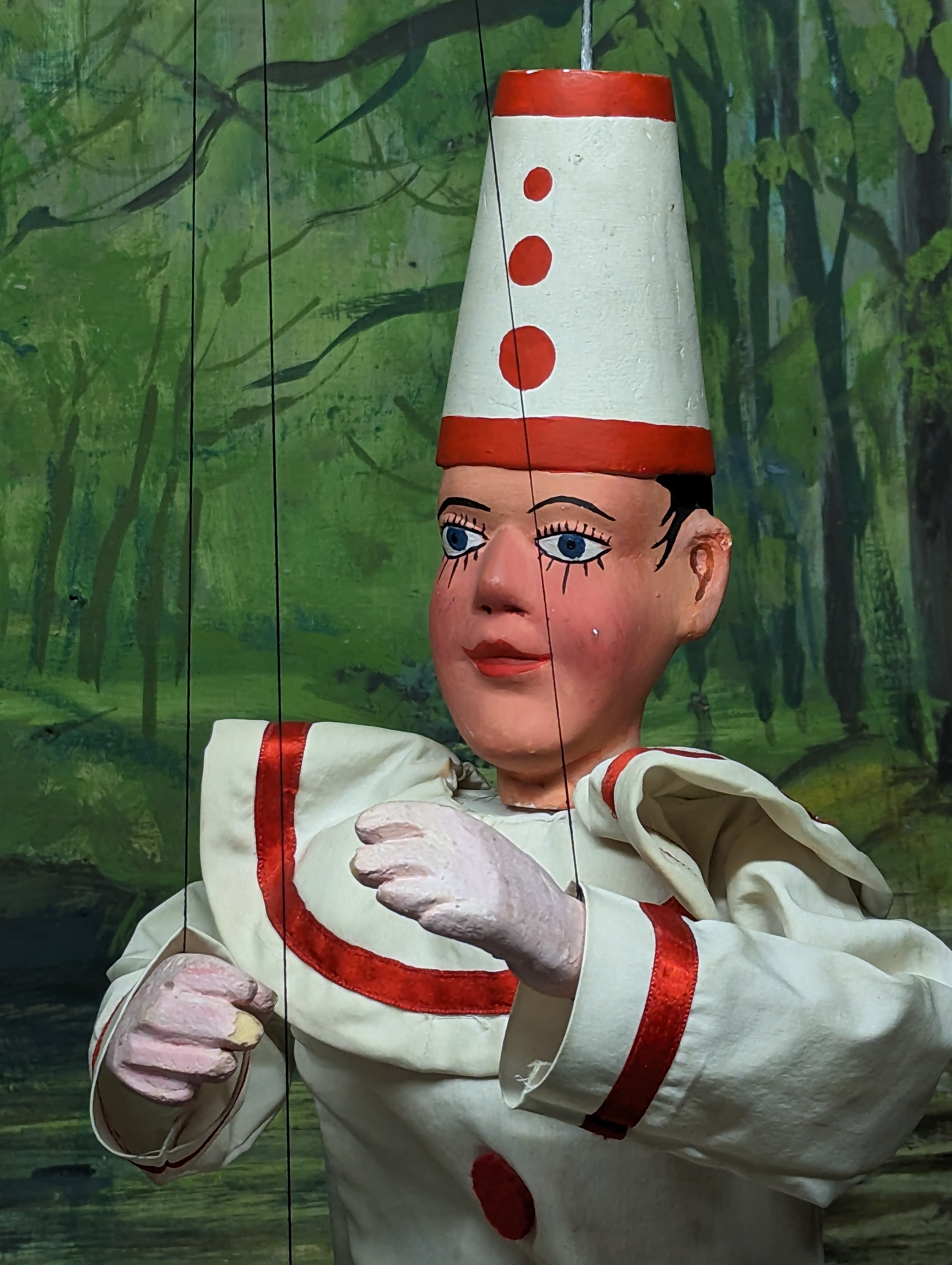

In het poppenkastspel is Pierlala een stokpop met een schedel als hoofd, die ook als “Pierrot”of “Pierlalapotlood” bekendstaat. Hij verschijnt meestal stil en onopgemerkt naast Jan Klaassen, wat het publiek altijd aan het schreeuwen en gillen brengt. Als Jan Klaassen eenmaal door heeft dat de Dood voor hem staat stelt hij hem vragen, waarop Pierlala steevast “nee” schudt. Wanneer Jan Klaassen hem begint uit te schelden groeit Pierlala’s hals tot ver boven Jan en de poppenkast. Dit wekt bij kinderen vaak angst op, maar Jan Klaassen begint dan samen met het publiek te tellen van “één, twee, drie” en de Dood weer aan zijn hals naar beneden te trekken. De hals schiet echter telkens weer een klein eindje omhoog, maar uiteindelijk wordt de pop door Jan weer in de diepte van de poppenkast weggeduwd.

## Gelijkenissen met Tijl Uilenspiegel
Er zijn interessante gelijkenissen en verschillen tussen Pierlala en Tijl Uilenspiegel. Beide figuren zijn vrolijke schelmen die graag streken uithalen en kritiek leveren op de mensheid. Allebei zijn ze ooit begraven om nadien weer uit de grond of kist te kruipen. Net als Pierlala heeft Tijl Uilenspiegel ook soortgelijke legendes in Duitsland. Pierlala is echter minder politiek gericht dan Uilenspiegel en ook minder verstandig en zelfzeker.

## In populaire cultuur
- Een pierlala is ook een benaming voor een mager, kluchtig persoon.
- Er is een Hilversums poppenspeltheater dat “Pierlala” heet.
- Ook een volkskunstgroep draagt dezelfde naam.
- Het lied werd in 1848 opgenomen op blz. 300-303 van Jan Frans Willems' bundel Oude Vlaemsche Liederen.[1]
- Pierlala wordt ook vermeld in Boudewijn de Groots lied Het Land van Maas en Waal (1967): “het leed is geleden/de horizon schijnt/wanneer de doden dronken zijn en Pierlala verdwijnt.”
- In Kees Stips Dieuwertje Diekema wordt de dood van Pierlala als iets vreselijks beschreven: "Wie ... lacht om de dood van Pierlala, die heeft geen reden om te lachen om de pa van Dieuwertje Diekema".
- Op het album Het Verzameld Café B-ensemble (1991) zong Dirk van Esbroeck een versie van het lied Pierlala.
- Op het compilatie-album De Kist van Pierlala (2004) zong Freek de Jonge een versie van het lied Pierlala.
- Pierlala wordt genoemd in Bobby, een lied van Het Goede Doel: "Een junk bedreigt een jongen met een spuit... Of hij hem zijn portefeuille maar wil geven... Als hij die dood van Pierlala betaalt... Blijft hij wellicht wat langer in dit leven."
- In het boek Na het baden bij Baxter en de ontluizing bij Miss Grace van J.M.H. Berckmans staat een tekst met als titel 'Het gewricht van Pierlala'.